# Bliss (månekrater)
Bliss er et lille nedslagskrater på Månen. Det befinder sig på Månens forside og er opkaldt efter den engelske astronom Nathaniel Bliss (1700 – 1764).
Navnet blev officielt tildelt af den Internationale Astronomiske Union (IAU) i 2000. 
Navneændringen til Bliss annonceredes af den 24. generalforsamling i IAU den 15. august 2000. Det nye navn for krateret blev oprindeligt foreslået af Patrick Moore.
Bemærk, at en bulletin, som offentliggjorde kraterets navn beskrev det som et spøgelseskrater, som ligger mellem Plato og Mons Piton mod syd. Dette var imidlertid en fejl, for Bliss er i virkeligheden det krater, som tidligere hed "Plato A". Spøgelseskrateret mellem Plato og Mons Piton kendes uofficielt som Gamle Newton (ikke at forveksle med Newtonkrateret).

## Omgivelser
Blisskrateret ligger lige vest for det fremtrædende Platokrater i et område med kontinentalt terræn mellem Mare Imbrium mod syd og Mare Frigoris mod nord.

## Karakteristika
Krateret er skålformet med en lille kraterbund i sin midte og en noget eroderet rand.